# Kożuchów (gmina)

Mapa gminy

Kożuchów – gmina miejsko-wiejska w województwie lubuskim, w powiecie nowosolskim. W latach 1975–1998 gmina położona była w województwie zielonogórskim.
Siedziba gminy to Kożuchów.
31 grudnia 2021 gminę zamieszkiwało 15 770 osób.

## Struktura powierzchni
Według danych z roku 2006 gmina Kożuchów ma obszar 179,18 km², w tym:
- użytki rolne: 63,98%
- użytki leśne: 27,97%
- pozostałe grunty i nieużytki 8,05%

Gmina stanowi 23,21% powierzchni powiatu.

## Demografia

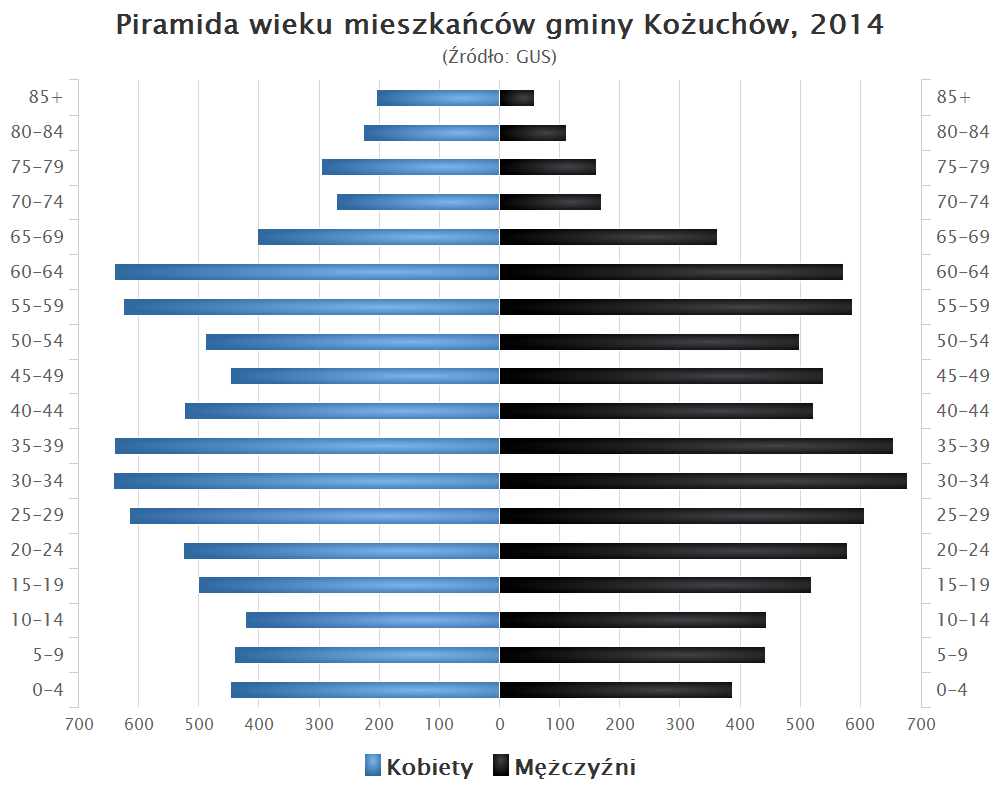
Piramida wieku mieszkańców gminy Kożuchów w 2014 roku

Dane z 31 grudnia 2006:
| Opis                              | Ogółem | Ogółem | Kobiety | Kobiety | Mężczyźni | Mężczyźni |
| --------------------------------- | ------ | ------ | ------- | ------- | --------- | --------- |
| jednostka                         | osób   | %      | osób    | %       | osób      | %         |
| populacja                         | 16 068 | 100    | 8287    | 51,57   | 7781      | 48,43     |
| gęstość zaludnienia (mieszk./km²) | 89,67  | 89,67  | 46,25   | 46,25   | 43,42     | 43,42     |

## Sołectwa
- Bulin
- Broniszów
- Cisów
- Czciradz
- Drwalewice
- Dziadoszyce — Zawada
- Książ Śląski
- Lasocin — Bielice
- Mirocin Dolny
- Mirocin Górny
- Mirocin Średni
- Podbrzezie Dolne
- Podbrzezie Górne
- Radwanów
- Słocina
- Sokołów
- Solniki
- Stypułów
- Studzieniec

Miejscowość bez statusu sołectwa: Kierzkowice.

## Sąsiednie gminy
Brzeźnica, Nowa Sól, Nowe Miasteczko, Nowogród Bobrzański, Otyń, Szprotawa, Zielona Góra